# Кнорринг, Богдан Фёдорович
Богда́н Фёдорович Кно́рринг (11 ноября 1744 — 17 декабря 1825) — российский военный и государственный деятель второй половины XVIII и начала XIX веков, генерал от инфантерии (1806).

## Биография
Богдан Кнорринг родился 11 ноября 1744 года в имении Эрвита в Эстляндии. Воспитывался в Cухопутном шляхетном кадетском корпусе (окончил в 1764 году). В русско-турецкой войне 1768—1774 годов состоял при 1-й армии по квартирмейстерской части, отличился при взятии Хотина (1769), участвовал в сражениях при Ларге и Кагуле. 8 марта 1771 года награждён орденом Св. Георгия 4 класса. В 1773 году был послан с Фокшанского конгресса полномочным послом России князем Григорием Орловым, к брату его Алексею (Чесменскому) и проехал всю европейскую Турцию до островов Андипарос и Наксос, где тогда был расположен флот, причём снял всю местность от Рущука до Константинополя и Дарданелльского пролива.
В 1788 году, занимая должность генерал-квартирмейстера, Богдан Фёдорович Кнорринг принял деятельное участие в вытеснении шведов из Финляндии.

В 1792—1794 годах участвовал в действиях против польских конфедератов. 15 сентября 1794 года награждён орденом Св. Георгия 2 класса 
Во уважение на усердную службу и отличное мужество, оказанное им противу мятежников польских при Вильне, где он разбил многочисленныя войска, овладел их укреплениями, а потом принудил к сдаче и самый город Вильну.
По воцарении Павла I в 1797 году Кнорринг на время оставил службу.
В 1806 году вернулся на службу и был направлен в распоряжение главнокомандующего в Пруссии генерала Л. Л. Беннигсена, из-за разногласий с которым после сражения под Прёйсиш-Эйлау был отозван из армии.
Во время русско-шведской войны 1808—1809 годов был назначен главнокомандующим финляндской армией вместо графа Ф. Ф. Буксгевдена. Не проявил в этой войне ни особых талантов, ни решительности. Считая намеченный Александром I переход через Ботнический залив в Швецию слишком рискованным, всячески оттягивал проведение этой операции, и только прибытие А. А. Аракчеева заставило его начать действовать. Вызвал сильное недовольство Александра I, подал в отставку и был заменён М. Б. Барклаем-де-Толли.
Богдан Фёдорович Кнорринг умер 17 декабря 1825 года в городе Дерпте.

## Брак и дети
В 1773 году женился на Вильгельмине фон Липгарт (1753–1818). Их сыном и единственным ребенком был русский генерал-лейтенант Карл фон Кнорринг (1774–1817).
Преждевременная смерть единственного и горячо любимого сына надломила здоровье родителей. Вильгельмина Карловна Кнорринг не смогла пережить постигшее её горе и умерла 17 августа 1818 года в Дерпте.
По воспоминаниям очевидцев Богдан Федорович, закалённый в боях генерал, после смерти горячо любимого сына и обожаемой супруги прямо на глазах превратился в дряхлого старика, жизнь едва теплилась в нём, но здоровое сердце не позволило ему сразу соединиться со своей семьёй. Старый генерал Богдан Фёдорович Кнорринг скончался в Дерпте 17 декабря 1825 года.